# Кюрекчайский договор
Кюрекчайский договор — договор, подтвердивший переход Карабахского ханства в подданство Российской империи. Церемония подписания состоялась 14 мая 1805 года в русском военном лагере на берегу реки Кюрекчай, недалеко от Гянджи. Договор был подписан Ибрагим Халил-ханом и главноначальствующим в Грузии генералом от инфантерии П. Д. Цициановым (от имени императора Александра I).
Кюрекчайский договор состоит из одиннадцати артикулов (статей). Статьей 1, Ибрагим хан «торжественно навсегда отрицается всякого вассальства или, под каким бы то титулом по было, от всякой зависимости от Персии или иной державы» и объявляет что не признает «над собою и преемниками моими иного самодержавия, кроме верховной власти Е. И. В. Всероссийского великого Г. И. и Его высоких наследников и преемников престола Всероссийского Императорского», обещая российскому престолу верность «яко верноподданный раб оного» и присягает в том на Коране.
Со своей стороны царь (то есть Цицианов от имени царя) гарантирует Ибрагим-хану целостность его владений, полное внутреннее самоуправление в своем ханстве и признание ханского титула за его наследниками (стт. 2-3, 5). Хан обещает не вступать в сношения с окрестными владетелями без разрешения главноуправляющего Грузии (ст. 4). Хан обязуется принять и содержать в Шушинской крепости русский гарнизон из 500 человек (стт. 5,6). Хан обязуется выплачивать России дань 8 тысяч золотых (24 тыс.рублей) ежегодно и отправить в Тифлис заложниками двух своих старших сыновей Мамед-Хасанагу и Шукур-Уллаха на всегдашнее пребывание. Царь же обязуется выделять пребывающему в заложниках в Тифлисе внуку хана по 10 рублей серебром в день.
В сущности статья о внутренней автономии Карабахского ханства была единственной статьей в пользу хана — все остальные статьи клонились к ограничению его прав и прерогатив и наложению на него обязанностей перед российским императором. Российский гарнизон в Шуше должен был быть гарантией покорности, как и пребывание ханских сыновей в Тифлисе. Через месяц после подписания договора (8 июня) хану, а ещё спустя три месяца его сыновьям Мамед Гасану и Мехти Кули были пожалованы чины генералов русской службы. Этот факт подтверждают российские официальные источники, а также местные историки Рзагулу бек Мирза Джамал оглы, Мирза Адигезаль-бек, Мирза Джамал Джаваншир, а также Аббас Кули-ага Бакиханов.